# Episodi di Che Dio ci aiuti (settima stagione)
La settima stagione della serie televisiva Che Dio ci aiuti, composta da 20 episodi, è andata in onda in prima visione e in prima serata su Rai 1 dal 12 gennaio al 16 marzo 2023. I primi due episodi sono stati resi disponibili in anteprima su RaiPlay il 10 gennaio 2023.

Logo della stagione

| n° | Titolo                    | Prima TV         |
| -- | ------------------------- | ---------------- |
| 1  | Giudizi universali        | 12 gennaio 2023  |
| 2  | Sensi di colpa            | 12 gennaio 2023  |
| 3  | Restare o partire?        | 19 gennaio 2023  |
| 4  | Progetti                  | 19 gennaio 2023  |
| 5  | Un lungo addio            | 26 gennaio 2023  |
| 6  | Apri gli occhi            | 26 gennaio 2023  |
| 7  | L'amore ti cambia         | 2 febbraio 2023  |
| 8  | Le orme dei padri         | 2 febbraio 2023  |
| 9  | La tua vocazione          | 16 febbraio 2023 |
| 10 | Pro bono                  | 16 febbraio 2023 |
| 11 | La gara della vita        | 21 febbraio 2023 |
| 12 | Il meglio per te          | 21 febbraio 2023 |
| 13 | Fratelli e sorelle        | 23 febbraio 2023 |
| 14 | Il mio angelo             | 23 febbraio 2023 |
| 15 | La donna senza sonno      | 2 marzo 2023     |
| 16 | Non era destino           | 2 marzo 2023     |
| 17 | Sempre con te             | 9 marzo 2023     |
| 18 | La forma dell'amore       | 9 marzo 2023     |
| 19 | Dire, fare, impicciare    | 16 marzo 2023    |
| 20 | La ricerca della felicità | 16 marzo 2023    |

## Giudizi universali
- Diretto da: Francesco Vicario
- Scritto da: Umberto Gnoli

### Trama
Suor Costanza si ritira momentaneamente in un altro convento e quindi affida il Convento degli Angeli Custodi nelle mani di Suor Angela, mentre Nico e Monica si sono trasferiti a Milano. Emiliano a breve convolerà a nozze con la sua fidanzata Elisabetta, figlia di due marchesi. Il vescovo informa Suor Angela che nutre dei dubbi sulla vocazione di Azzurra, il cui noviziato sta per volgere alla conclusione, infatti il problema è il passato della ragazza: ha avuto una figlia oltre alla morte del marito. Il vescovo ritiene che la cosa migliore è quella di mandare al convento una sua persona di fiducia per constatare se Azzurra è adatta a diventare una suora. Intanto il convento cerca nuove ragazze da ospitare, si presentano Cate Saltalamacchia e Ludovica Perini, la prima dovrebbe esibirsi per un esame per il conservatorio di musica, mentre Ludovica è una giovane avvocatessa. Il convento dà ospitalità anche a Luisa, una giovane vedova, ha un bambino piccolo di nome Elia, è una paziente di Emiliano, da quando il marito Michelangelo è morto soffre di manie di persecuzione. Emiliano e Suor Angela indagano sulla morte di Michelangelo, egli si occupava di perizie edili, scoprono che prendeva tangenti per autorizzare progetti edili non in regola, inoltre era gravemente malato, sapeva che sarebbe morto a causa di una malformazione cardiaca, voleva quel denaro per Luisa sapendo che lui non poteva più prendersi cura della moglie. Michelangelo è morto per un malore mentre era in un albergo, un testimone afferma che lo aveva visto in compagnia di una giovane ragazza mentre lei scappava. Cate e Ludovica condividono la camera da letto, le due ragazze iniziano a creare non pochi problemi, ad esempio Ludovica stava quasi per rubare il portafoglio a Ettore (il nuovo barista dell'Angolo Divino) mentre Azzurra scopre che Cate non è andata all'audizione per il conservatorio, complice una serie di disavventure che l'aveva costretta a non presentarsi. Azzurra scopre che Elisabetta tradisce Emiliano con un altro uomo, tenta di farglielo capire ma senza fare la spia, prova a fargli comprendere che l'unica ragione per cui vuole sposarla è perché si illude che con lei avrà una vita perfetta. Emiliano, che probabilmente aveva già intuito che Elisabetta gli nascondeva qualcosa, la sorprende a letto con l'uomo con cui lo aveva visto Azzurra. Luisa chiude a chiave Elia nella sua stanza, il bambino tenta di scappare dalla finestra ma cade e si procura una frattura al braccio sinistro. Il bambino viene portato in ospedale, poi torna al convento ma Emiliano dà disposizione affinché venga allontanato dalla madre, Luisa deve superare degli esami psichiatrici e solo dopo le verrà concessa nuovamente la potestà del figlio. Emiliano ha scoperto che Luisa ha una sorella, sarà lei per ora a prendersi cura di Elia, sia il piccolo che la madre potranno trascorrere nel convento un'ultima notte. Benché Suor Angela all'inizio preferisse farli dormire in due camere da letto separate, Azzurra la convince a far dormire Luisa con Elia un'ultima volta. Nonostante Azzurra avesse imposto a Cate di raccontare la verità ai propri genitori, lei telefona al padre e mente, affermando di aver superato l'audizione. Nel cuore della notte fa la sua comparsa Suor Teresa, all'inizio Azzurra e Suor Angela pensavano che fosse stata mandata dal vescovo affinché desse una propria valutazione su Azzurra, ma poi scoprono di aver frainteso: Suor Teresa è la sorella di Luisa. Il mattino seguente Luisa scompare, è scappata con Elia, intanto una ragazza di nome Sara Luparini, mentre è alla guida della propria auto, incrocia Elia e Luisa che hanno perso i sensi dopo che, con Luisa che guidava l'auto, si sono schiantati contro un albero.
- Altri interpreti: Elena D'Amario (Luisa Monachini), Juju Di Domenico, Alvise Rigo, Roberto Mantovani, Ilaria Marcelli
- Ascolti: telespettatori 5 619 000 – share 26,70%[4].

## Sensi di colpa
- Diretto da: Francesco Vicario
- Scritto da: Silvia Leuzzi

### Trama
Sara e Suor Angela accompagnano Luisa e Elia in ospedale, quest'ultimo sta bene e si affeziona subito a Sara. Emiliano e Suor Teresa rimproverano severamente Suor Angela, non avrebbe dovuto permettere a Luisa di dormire con Elia, le ha solo dato l'occasione di portarlo via, l'incidente si sarebbe potuto evitare, infatti Luisa è in condizioni critiche. Ormai la relazione tra Emiliano e Elisabetta è finita, quest'ultima seppur dispiaciuta non prova un reale rimorso per il suo tradimento, affermando che Emiliano non è l'uomo adatto a lei perché a suo dire è "troppo buono". Suor Teresa è venuta da Parigi, lei insegna filosofia alla Sorbona, in effetti Suor Angela guardandola nota che ha qualcosa di famigliare, infatti ha un suo libro: Suor Teresa si è affermata come esegeta. Sara viene da Roma, lavora come estetista, Suor Angela le offre una camera nel convento, Sara conosce Emiliano e i due si prendono subito in antipatia. Azzurra nota che Luisa aveva preparato una crostata, questo è strano dato che voleva scappare, ciò vuol dire che il tentativo di fuga non era premeditato, è accaduto qualcosa che aveva spinto Luisa a voler fuggire con Elia. Quest'ultimo è a disagio in presenza della zia, finora non l'aveva mai conosciuta, effettivamente Suor Teresa non è mai stata in buoni rapporti con la sorella, è da tanto che lei e Luisa non si vedevano. Il vescovo fa una breve visita al convento per informare Suor Angela che non è soddisfatto di quanto accaduto, lei ha permesso a Luisa di passare la notte con Elia, è stata sua la responsabilità dell'incidente di Luisa. Cate deve trovarsi un lavoro, quindi Ludovica gli trova un impiego, prima come cameriera e poi in un negozio di abbigliamento, ma a causa della sua goffaggine e dei guai che combina, viene sempre licenziata. La madre di Ludovica è in carcere, lei va a trovarla, è stata incriminata ma sua figlia è convinta della sua innocenza, le promette che troverà il sistema di proscioglierla dall'accusa. Suor Angela e Azzurra scoprono che la madre di Suor Teresa si è tolta la vita a Perugia, Luisa lo aveva omesso nella sua cartella clinica perché temeva che avrebbero temuto che soffrisse delle stesse manie depressive della madre Anna. Azzurra tenta di convincere Suor Teresa a rimanere ad Assisi in modo che possa stare accanto al nipote e alla sorella, ma Suor Teresa è irremovibile, non vuole avere nulla a che fare con loro, desidera tornare a Parigi. Emiliano va in un night club, il Forum, e mentre va in bagno incontra Sara, la quale si è arrabbiata dato che un uomo sposato aveva tentato di sedurla. Sara accidentalmente va nel bagno degli uomini, lei e Emiliano si mettono a parlare, ma nessuno dei due riconosce l'altro perché hanno la voce rauca, e non si vedono in faccia per via del pannello che li separa. A Emiliano cadono le chiavi nella tazza, gentilmente Sara gli passa da sotto il suo fermaglio per capelli e lo usa per recuperarle, Sara poi va via prima che Emiliano le restituisca il fermaglio. Suor Angela e Azzurra si sentono in colpa per Luisa, hanno capito di aver sbagliato, infatti Azzurra non avrebbe dovuto tentare di convincere Suor Angela a far trascorrere a Luisa la notte nella stessa stanza di Elia. Suor Teresa trova un appunto scritto da Luisa sulla sua agenda secondo cui voleva andarsene con Elia perché non voleva che nessuno li dividesse, infatti inizia a sospettare che l'incidente fosse un tentativo di suicidio. Tuttavia Azzurra scopre che Elia nasconde dei biglietti aerei che Luisa aveva comprato, erano per loro due, ciò vuol dire che non voleva morire, ma solo scappare con suo figlio. Azzurra trova un lavoro a Cate: istituirà un coro per bambini, e sarà lei a fare da insegnante. Emiliano organizza una festa a casa sua, ma viene derubato di tutto e il suo padrone di casa lo manda via, quindi Emiliano decide di andare a vivere al convento. Suor Teresa va a trovare Luisa in ospedale, quest'ultima le giura che non intendeva togliersi la vita, infine le rivela che Elia non è suo figlio, e in seguito a tale confessione Luisa muore dopo aver chiesto alla sorella di trovare la vera madre del bambino.
- Altri interpreti: Elena D'Amario (Luisa Monachini), Juju Di Domenico, Roberto Mantovani
- Ascolti: telespettatori 4 947 000 – share 30,00%[4].

## Restare o partire?
- Diretto da: Francesco Vicario
- Scritto da: Umberto Gnoli

### Trama
Suor Teresa ha deciso di posticipare il suo ritorno in Francia, il tempo necessario di trovare la vera madre di Elia, che intanto resterà nel convento finché non gli verrà trovata un'altra famiglia che possa adottarlo. Emiliano e Sara preparano per Elia la sua camera da letto, Emiliano impara a conoscerla meglio scoprendo che Sara non ha mai incontrato i propri genitori, è cresciuta in una casa famiglia. Suor Angela vede Elia prendere le difese di Sara da un uomo che la stava importunando, Emiliano e Suor Angela le chiedono se è in difficoltà, Sara si limita ad affermare che quell'uomo si chiama Dario, era un suo ex, recentemente ha divorziato e vorrebbe tornare con lei. Cate è troppo agitata all'idea di dirigere il coro dei bambini, e cerca scuse per non presentarsi alle lezioni. Suor Teresa cerca di legare con Elia, ma il bambino la vede solo come un'estranea, Luisa non gli parlava mai di lei, e in fondo è consapevole che la zia tornerà presto o tardi in Francia, quindi non ritiene che valga la pena coltivare un rapporto con lei. Suor Teresa fa fare un test del DNA che infatti conferma che Elia non è il figlio di Luisa. Emiliano e Suor Angela si mettono a pedinare Sara e la vedono in un locale notturno che cerca di adescare un uomo sposato, con Dario che la sta osservando. La polizia va in convento per restituire a Suor Teresa gli effetti personali della sorella, Azzurra sperava di trovarci il cellulare per vedere se Luisa, la sera prima di scappare, avesse ricevuto una telefonata, ma purtroppo il cellulare è andato distrutto durante l'incidente stradale. Tra la roba di Luisa c'è anche uno zaino, ma viene ignorato dato che Emiliano lo mette nella camera da letto di Elia, in uno scaffale in basso. Suor Angela prende di nascosto il cellulare di Sara e mostra a Emiliano delle foto di lei insieme a uomini sempre diversi. Adesso Emiliano e Suor Angela vogliono la verità da Sara la quale confessa che prende di mira uomini sposati, scatta con loro foto compromettenti illudendoli che verrà a letto con loro ma solo per ricattarli, e infatti le danno dei soldi per evitare che le mogli lo sappiano. Anche Dario è stata una delle vittime di Sara, ma ha divorziato e adesso la costringe ad adescare altri uomini sposati e spartirsi i guadagni dei ricatti. Emiliano la rimprovera per la sua condotta tanto disonesta, Sara però, pur non essendo orgogliosa di quello che fa, ha vissuto in ristrettezze economiche, è stato solo un modo per racimolare soldi, e in ogni caso tutti quegli uomini volevano tradire le loro mogli. Il vescovo spiega a Suor Angela che la morte di Luisa, che la suora ha involontariamente causato, ha messo in discussione la sua capacità di occuparsi del convento con responsabilità, sta prendendo in considerazione la possibilità di sollevarla dall'incarico. Suor Teresa riceve gli effetti personali della sorella, e vede che Luisa conservava delle foto di loro due insieme quando erano giovani, capisce che Luisa non ha mai smesso di volerle bene. Suor Teresa si offre di prendere il posto di Suor Angela come madre superiora del convento anche se solo ad interim (il tempo di occuparsi di Elia) il vescovo accoglie la sua richiesta, sarà lei a occuparsi di Azzurra durante il suo noviziato, non ritenendo giusto che Suor Angela debba essere l'unica figura di riferimento di Azzurra. Suor Angela si rifiuta di andarsene, si arrabbia con Suor Teresa che ha agito alle sua spalle per diventare la nuova madre superiora, tuttavia Suor Teresa mette in chiaro che non desidera rimanere ad Assisi, lei vuole tornare a Parigi e ricominciare a insegnare, però le ricorda che è solo la volontà di Dio che guida una suora, e che il loro dovere è affidarsi a Lui che le sosterrà sempre nel cammino stabilito. All'inizio Sara tenta di scappare dal convento ma poi torna indietro quando vede che Elia si era intrufolato nell'auto. Luisa si mette a provocare Cate affermando che lei scappa sempre, ecco perché non si è ancora assunta la responsabilità di occuparsi del coro, infatti Cate ha paura di fallire. Tuttavia grazie all'incoraggiamento di Azzurra, si fa coraggio, si presenta ai bambini iniziando con le prove: conosce Giuseppe, l'affascinante padre di Filippo, uno dei bambino, infatuandosi di lui. Ettore è attratto da Luisa, la quale a sua volta non è indifferente al suo fascino, infine Ettore le chiede di uscire con lui. Suor Angela ha fatto in modo che Dario non arrechi più fastidio a Sara, ma imponendole di cambiare vita, da ora non dovrà più ricattare altri uomini, e dovrà assumersi la responsabilità di prendersi cura di Elia come sua baby sitter. Azzurra si mette a piangere quando Suor Angela la informa che lascerà il convento, le due si abbracciano, infine Suor Angela va via in attesa che il vescovo le affidi nuove mansioni.
- Altri interpreti: Lorenzo De Angelis (Dario), Alessandro Bruni Ocaña, Roberto Mantovani, Giorgio Carpentiere, Gianfranco Forte
- Ascolti: telespettatori 4 813 000 – share 22,40%[5].

## Progetti
- Diretto da: Francesco Vicario
- Scritto da: Silvia Leuzzi

### Trama
Per Azzurra non è facile stare dietro a Suor Teresa la quale la costringe ad adempiere senza compromessi ai suoi doveri di novizia, tanto che si palesa Suor Costanza, la quale è solo una personificazione della sua coscienza, tenta di farle capire che non può più affidarsi a Suor Angela, ma essere devota e ubbidiente verso Suor Teresa, la sua nuova madre superiora. Emiliano segue l'adozione di Erica, è da cinque anni che vive con i propri genitori adottivi, Veronica e Claudio, a breve l'adozione verrà formalizzata, ma Azzurra ha sentito i due coniugi litigare, sembra che Veronica è arrabbiata per le misteriose assenze del marito. Ludovica si prepara per il proprio appuntamento con Ettore, ma poi decide di sabotare tutto, anche se gli piace questo non cambia che lui è solo un barista, teme i giudizi delle persone che potrebbero non reputarlo un compagno al suo livello. Emiliano e Azzurra vedono Claudio in compagnia di una donna, scoprono che è un medico e che lavora nello stesso ospedale di Emiliano, è la dottoressa Valdini. Azzurra entra di nascosto nello studio della Valdini e trova la cartella clinica di Claudio: scopre che soffre di melanoma. Emiliano è su tutte le furie, da quando Sara è la baby sitter di Elia usa metodi ingenui e naïve, poi Sara a causa della propria sbadataggine dimentica Elia a scuola, è Emiliano a riportare al convento il bambino. Emiliano dopo quanto accaduto impone che Sara non gli faccia più da baby sitter. All'inizio Azzurra aveva evitato di rivelare a Emiliano del melanoma di Claudio, tuttavia Emiliano lo scopre da solo, lo aveva chiesto alla dottoressa Valdini. Claudio non ha voluto dire niente a Veronica per non allarmarla, temeva che se si fosse scoperta la verità ciò avrebbe pregiudicato ogni possibilità per Veronica di adottare Erica, e in ogni caso Claudio ha delle buone probabilità di guarire. Alla luce di quello che Emiliano ha scoperto, non intende più dare a Claudio e Veronica il suo sostegno nell'adozione di Erica. Elia si arrabbia con Emiliano per aver esonerato Sara come sua baby sitter, la ragazza cerca tuttavia di convincere il bambino a essere meno severo con lui, anche se non condivide le scelte di Emiliano gli fa capire che egli agisce solo nell'interesse del bambino. Azzurra accusa Suor Teresa di aver manipolato la situazione per mandare via Suor Angela dal convento, a quel punto Suor Teresa le fa comprendere che anche se Azzurra non trova corretto l'allontanamento di Suor Angela dal convento solo Dio vede tutto e sa cosa sia sempre giusto, mentre le persone possono stabilire quale sia la cosa migliore solo attraverso una prospettiva limitata. Azzurra chiede a Emiliano di non voltare le spalle a Claudio e Veronica perché Erica non ha bisogno di due genitori perfetti, ma dei genitori giusti. Emiliano va nella camera da letto di Elia e gli rimbocca le coperte capendo che l'affetto che il piccolo nutre per Sara è motivato dal fatto che lei è l'unica in convento che non lo fa sentire solo. Emiliano comunica a Sara che ha cambiato idea, anche se trova insopportabili i suoi difetti, ha capito che lei è la baby sitter giusta per Elia. Intanto Luisa fa una sorpresa a Ettore: si è vestita elegantemente e ha organizzato una cena romantica per loro due all'Angolo Divino. I due si baciano ma la cosa diventa imbarazzante quando Ettore scopre che Ludovica è la figlia di Daria Perini, preferendo chiudere lì la serata. Claudio, accompagnato dalla moglie, va al convento informando Azzurra che ha raccontato la verità a Veronica sul melanoma, e diranno la verità anche agli assistenti sociali, Emiliano comunque ha riconsiderato la sua posizione e li raccomanderà positivamente al tribunale dei minori. Azzurra finalmente inizia ad avere un'opinione migliore di Suor Teresa, intanto ancora una volta vede Suor Costanza, ma adesso non è frutto della sua immaginazione, bensì quella vera, è venuta a trovarla, inoltre scopre che Suor Angela presterà servizio in un carcere femminile. Suor Teresa capisce che per trovare la madre di Elia deve risalire all'ospedale dove Luisa aveva partorito, trova la clinica e scopre che una donna aveva avuto un parto, che combacia con la data di nascita di Elia, si chiamava Ester Folli.
- Altri interpreti: Alessandro Bruni Ocaña, Ettore Colombo, Vanessa Compagnucci, Giorgio Carpentiere, Gianfranco Forte, Carolina Figlia
- Ascolti: telespettatori 4 369 000 – share 26,10%[5].

## Un lungo addio
- Diretto da: Isabella Leoni
- Scritto da: Francesco Arlanch

### Trama
Azzurra vuole organizzare un mercatino di antiquariato e, mentre va nella soffitta con Ludovica per un inventario, trova lo statuto del convento, scoprendo che vige l'autocefalia: l'autorità della madre superiora è indipendente da quella del vescovo, ciò vuol dire che Suor Teresa potrebbe decidere di riconvocare Suor Angela se lo volesse e sarebbe una decisione inappellabile. Tutti in convento scoprono che la madre di Ludovica è in custodia cautelare, ma Ludovica giura che Daria è innocente. Ettore confessa a Ludovica che suo padre aveva una grande ditta di falegnameria, ma dopo aver ricevuto un ordine il committente dichiarò bancarotta e scappò con i soldi senza pagare la commissione. Il padre di Ettore perse l'azienda, era stata Daria a difendere il committente in tribunale, ecco perché è difficile per lui uscire con Ludovica dato che è la figlia di Daria, affermando che quest'ultima agisce in maniera immorale. Azzurra e Cate vedono Alice (la madre di Filippo) litigare con una Miriam, quest'ultima era la baby sitter di Filippo, era stata assunta nel breve periodo in cui Alice era stata a Milano per un lavoro come arredatrice di interni che poi non ha avuto. Miriam ha già trovato un nuovo lavoro, ma stranamente continua a importunare la famiglia di Alice. Azzurra, pur di dimostrare a Suor Teresa che può essere una buona suora e che dunque la presenza di quest'ultima non è necessaria (spingendola a far ritornare Suor Angela) cerca di dimostrarle di poter essere un'ottima novizia, ma finisce sempre col farla arrabbiare. Sara scopre che Elisabetta e Manuel (l'uomo con cui tradiva Emiliano) stanno per sposarsi, tenta di convincere Emiliano a sabotarli, in modo da prendersi una rivincita, ma essendo lui goffo e fin troppo gentile, tutti i suoi tentativi di fare un dispetto ai futuri sposi finiscono con un fallimento. Cate sente Giuseppe parlare al telefono con Miriam, inoltre Emiliano vede Miriam in ospedale scoprendo che è incinta di quattro mesi. Iniziano a sospettare che Giuseppe abbia tradito Alice con Miriam e che l'abbia messa incinta, Cate sa che Giuseppe è un brav'uomo, esclude che sia un adultero, Giuseppe giura a Cate e Azzurra che non è stato infedele alla moglie, non è lui il padre del bambino che Miriam aspetta, lei vuole dei soldi da Giuseppe solo perché l'aveva licenziata violando una clausola del contratto di assunzione con la minaccia di fargli causa in caso di mancato pagamento. Suor Costanza ha capito che Azzurra vuole impressionare positivamente Suor Teresa affinché quest'ultima possa appellarsi all'autocefalia per far tornare Suor Angela, ma cerca di farle capire che sta sbagliando, lei deve lavorare per conquistare l'approvazione di Dio e non quella della madre superiora. Cate e Azzurra si mettono a pedinare Giuseppe e vedono Miriam consegnargli un foglio, che lui strappa e getta nella spazzatura. Azzurra e Cate lo recuperano e lo rimettono insieme con lo scotch mostrandolo a Giuseppe: era il contratto di assunzione di Alice, aveva avuto il lavoro, ma Giuseppe aveva tentato di nasconderglielo perché temeva di perderla, Miriam aveva recuperato il contratto e con la minaccia di farlo sapere ad Alice gli ha estorto dei soldi. Giuseppe ha paura che Alice lo lascerà se avesse il lavoro, Azzurra gli fa capire che comprende le sue paure, è arduo mettere la propria felicità nelle mani della persona che si ama, ma deve correre il rischio. Suor Teresa, che ha ascoltato la conversazione, ammette che è soddisfatta, Azzurra ha dato prova di saggezza, quest'ultima la mette al corrente dell'autocefalia chiedendole di far tornare in convento Suor Angela. Sara racconta a Emiliano che il suo ex ragazzo la tradì con la sua migliore amica, capisce quello che prova, vendicarsi è semplicemente un modo per elaborare la rabbia. Emiliano e Sara entrano di nascosto nella casa di Elisabetta e le rubano il letto a baldacchino che Emiliano aveva comprato, per un momento Sara e Emiliano si nascondono sotto al letto per non farsi vedere da Manuel e Elisabetta, la cosa diventa imbarazzante quando Emiliano e Sara si guardano negli occhi, tradendo un po' di attrazione reciproca. Una volta rubato il letto Emiliano lo vende. Suor Teresa sembra sul punto di lasciare il convento e di far tornare Suor Angela, ma poi cambia idea quando finalmente inizia a legare con Elia, gli insegna a giocare a campana, quando era piccola ci giocava sempre con Luisa. Giuseppe informa Azzurra che Alice lo ha lasciato, ha deciso di raccontarle la verità e ha fatto in modo che avesse il lavoro, anche se è dispiaciuto per la fine del matrimonio ha capito che essere onesto è stata la scelta giusta. Azzurra è delusa quando Suor Teresa la informa che resterà in convento e che Suor Angela non tornerà, il vescovo ha fatto la cosa giusta ad allontanarla, purtroppo Azzurra si ostina a mettere Suor Angela sul piedistallo ma la realtà dei fatti è che quest'ultima è semplicemente una persona imperfetta, soltanto Dio fa sempre la scelta giusta.
- Altri interpreti: Alessandro Bruni Ocaña, Juju Di Domenico, Alvise Rigo (Manuel Ventura), Agnese Lorenzini, Francesca Lozito, Giorgio Carpentiere
- Ascolti: telespettatori 4 580 000 – share 24,40%[6].

## Apri gli occhi
- Diretto da: Isabella Leoni
- Scritto da: Alessandro Zullato

### Trama
Suor Costanza è felicissima per l'inaspettato ritorno di Carolina, intanto il vescovo chiede a Suor Teresa di farsi un'opinione su Azzurra e di riferirgli tra due giorni cosa ne pansa di lei, per capire se essere una suora è realmente la sua vocazione. A breve ci sarà il compleanno di Elia, e quindi Suor Teresa ci tiene che Sara e Emiliano organizzino per lui una bella festa, sarà il suo primo compleanno senza Michelangelo e Luisa. Carolina alloggia al convento, Azzurra e Suor Costanza scoprono che è venuta ad Assisi per firmare con Lorenzo le carte del divorzio, egli vuole infatti sposare Daniela, ex amica di Carolina. Sia Azzurra che Suor Costanza cercano di convincere Carolina e tenere lontana Daniela da Lorenzo dato che lui è un uomo violento, ma lei sembra indifferente. Lorenzo viene poi arrestato per aver appiccato un incendio nella casa dell'ex fidanzato di Daniela, la cosa infatti sembra strana dato che Lorenzo non è mai stato geloso della loro precedente relazione. Suor Costanza ha capito che è stata Carolina, lei era tornata ad Assisi per proteggere Daniela ed evitare che Lorenzo le facesse quello che in passato aveva fatto a lei. Carolina fa capire a Daniela che ha rinunciato a tutto per scappare da Lorenzo, anche a lei e alla loro amicizia. Intanto Suor Teresa rintraccia una donna che corrisponde al nominativo di Ester Folli, la fa convocare in convento ma non è lei la madre di Elia, non ha mai avuto figli. Suor Costanza è tentata di sorvolare su quello che ha fatto Carolina, ritenendo che la cosa giusta sia lasciare che Lorenzo rimanga in prigione e che nessuno sappia che è stata Carolina ad appiccare il fuoco. Azzurra le fa cambiare idea, affermando che Suor Costanza è la persona migliore che lei conosce, e non è da lei risolvere un problema ricorrendo alla disonestà. Daniela decide di non rispondere alle telefonate di Lorenzo, constatando quanto egli si stia arrabbiando tempestando il suo cellulare di messaggi intimidatori, capendo che Carolina ha ragione su di lui. Suor Costanza denuncia Carolina alla polizia, lei viene arrestata per aver appiccato l'incendio, tuttavia Daniela va da lei spiegandole che ha deciso di lasciare Lorenzo e il merito è stato di Carolina, infine si abbracciano. Suor Costanza parla con Suor Teresa spiegandole che Azzurra è piena di difetti, non osserva sempre le regole e spesso è irresponsabile, ma è già una suora migliore di loro due perché ha il dono di ascoltare Dio e le persone. Suor Teresa telefona al vescovo chiedendogli altro tempo, non se la sente di dare un giudizio affrettato su Azzurra. Intanto Emiliano e Sara si divertono a cucinare insieme una torta per Elia, finalmente è arrivato il giorno del compleanno del bambino con Azzurra, Suor Costanza, Ludovica, Cate, Ettore, Sara, Emiliano e Suor Teresa che festeggiano insieme a Elia. Quando quest'ultimo spegne le candeline sulla torta per esprimere un desiderio, per un momento guarda Emiliano e Sara, lasciando intendere che ciò che desidera è stare con loro due.
- Altri interpreti: Isabella Mottinelli, Patrizia Iorio, Federico Maria Galante (Lorenzo, ex marito di Carolina), Roberto Mantovani
- Ascolti: telespettatori 4 282 000 – share 25,40%[6].

## L'amore ti cambia
- Diretto da: Isabella Leoni
- Scritto da: Mara Perbellini, Silvia Leuzzi

### Trama
Ludovica sta studiando la documentazione sul caso di Daria, senza volerlo Elia le fa notare che manca il Comma D, intanto Emiliano riceve l'invito per il gala del dipartimento di psichiatria, è previsto che ci vada con un'accompagnatrice, in realtà era sua intenzione andarci con Elisabetta, prima che lei lo lasciasse, in effetti l'anno precedente doveva andarci con Monica ma anche lei lo lasciò, non vuole fare altre brutte figure. Suor Angela, in carcere, presta soccorso a Eleonora, una detenuta in stato di gravidanza che perde i sensi, la fa ricoverare in ospedale, stava per avere un aborto spontaneo, fa uso di droghe avendo trovato delle pasticche nella sua cella benché tra sei mesi verrà rilasciata. Sara si arrabbia dato che Emiliano ha chiesto a tutte (comprese Ludovica, Cate e Azzurra) di accompagnarlo al gala, tranne che a lei. Cate accompagna Ludovica a Roma, nello studio legale dove lavorava Daria, sperando di trovare lì il Comma D. Azzurra scopre che Suor Teresa sta indagando su qualcosa, la segue in ospedale e lì vede Suor Angela che stava spiando Eleonora mentre parlava con il dottor Stefano Moretti, un ginecologo, che vuole darle una mano a sbarazzarsi del bambino dopo il parto dato che lei non lo vuole. Azzurra vede Moretti al convento mentre parla con Suor Teresa affermando di non aver mai conosciuto Luisa, tuttavia Azzurra fraintende la situazione credendo erroneamente che Suor Teresa abbia avuto un figlio e che lo abbia dato via per proteggere la propria reputazione. Eleonora è all'ottavo mese di gravidanza non può più abortire, Suor Angela vede dei soldi in contanti nella sua cella e capisce che Moretti le ha trovato qualcuno a cui vendere il bambino, lei non sa nemmeno chi sia il padre. Emiliano e Azzurra fanno delle ricerche su Moretti scoprendo che infatti era sospettato di un coinvolgimento in una vendita di neonati, anche se le accuse non reggevano. Sara mette Emiliano nella posizione di invitarla al gala facendolo sentire in colpa per non averla nemmeno considerata, Emiliano cerca di insegnare a Sara le regole del galateo, inoltre la porta in una boutique e le compra un elegante abito da sera, quando lo prova Emiliano rimane in un primo momento senza parole davanti alla sua bellezza. Cate e Ludovica, fingendosi due studentesse della facoltà di legge in procinto di scrivere una tesi di laurea, chiedono alla segretaria di Daria dove trovare il Comma D, ma lei non sa dare una risposta. Le domandano cosa pensasse di Daria, in effetti lei è stata incriminata perché sospettata di incoraggiare i propri clienti (amministratori di aziende che dichiaravano bancarotta) a fare ricorso a illeciti per far sì che creditori così come impiegati che rimanevano senza lavoro, non reclamassero nessun risarcimento, la segretaria ammette che pur non avendo prove che Daria sia colpevole ciò non toglie che usava metodi ambigui. Suor Angela cerca di convincere Eleonora a tenere il bambino, amandolo potrebbe cambiare e diventare una brava madre. Eleonora ha un parto prematuro, dà alla luce il suo bambino, decide di chiamarlo Angelo, capisce subito di amarlo, non vuole darlo via e decide di fare un tentativo per essere la madre che lui merita, denuncia Moretti che viene arrestato. Emiliano porta Sara al gala, quando poi sente alcuni che la insultano prende le sue difese, benché Sara non volesse che egli intervenisse, ha apprezzato la gentilezza con lui l'ha difesa. Ludovica per tanto tempo ha messo Daria sul piedistallo, ma ora inizia a capire che lei è una donna egoista e spietata, tanto che sospetta che sua madre possa essere colpevole, va a trovarla in carcere e si arrabbia con lei, non ha mai provato a convincere i suoi clienti a offrire equi risarcimenti ai dipendenti e anche ai creditori. Daria afferma con cinismo che ciò la lascia indifferente, lei ha solo fatto gli interessi dei propri clienti. Daria la esorta a proscioglierla dall'accusa, la prova della sua innocenza è sicuramente nel Comma D mancante, sospettando che il documento sia in possesso del suo socio, l'avvocato Monge, è lui che probabilmente vuole incastrarla. Quando Azzurra tenta di convincere Suor Teresa a confessarle di aver avuto un figlio, quest'ultima è costretta a spiegarle che ha equivocato, le rivela infine che Elia non era il figlio di Luisa e che la madre del bambino è una donna di nome Ester Folli. Azzurra le promette che le darà una mano a trovare la madre di Elia.
- Altri interpreti: Elena Sofia Ricci, Roberta Caronia, Emma Quartullo
- Ascolti: telespettatori 4 499 000 – share 20,40%[7].

## Le orme dei padri
- Diretto da: Isabella Leoni
- Scritto da: Margherita Pauselli, Umberto Gnoli

### Trama
È da quando Emiliano ha difeso Sara al gala che lei non fa che fantasticare sul giovane psichiatra, immagina costantemente di baciarlo, quando lo racconta a Ludovica quest'ultima intuisce che Sara si sta innamorando di lui anche se la ragazza stenta a crederlo, in effetti Ludovica le suggerisce di assecondare la sua fantasia e di baciarlo per davvero in modo da togliersi ogni dubbio. Cate continua a dare lezioni di canto a Filippo, ma lui non sta migliorando, ci terrebbe a cantare bene per il giorno del coro dato che Alice tornerà ad Assisi per vederlo esibirsi. Emiliano fa il test del QI, se rivela di avere un quoziente di intelligenza superiore alla media potrà partecipare un prestigioso convegno sulle neuroscienze che si tiene a Londra, tuttavia dal test del QI emerge che lui ha un punteggio di 100: Emiliano è semplicemente sulla media. Emiliano al convento incontra Paolo Vigevano, un suo ex allievo che è lì per dei lavori, aiuta il padre Armando il quale si è rotto il braccio sinistro, ed è per questo che ha abbandonato l'università, Azzurra vede poi Paolo rubare dei soldi a suo padre. Azzurra e Emiliano lo seguono e lo vedono consegnare quel denaro a un uomo con un'aria losca, si chiama Fabio Carboni, gestisce una sala scommesse. Cate è disperata, i suoi genitori verranno da Tagliacozzo a trovarla, se scoprono che non è stata ammessa al conservatorio la riporteranno con loro a casa dove dovrà lavorare nel ristorante di famiglia. In un momento di sconforto arriva quasi a farsi investire da un'auto sotto lo sguardo di Azzurra e Suor Teresa. Azzurra ci rimane male scoprendo che Cate non ha mantenuto la promessa essendosi astenuta dal raccontare ai genitori che non ha sostenuto l'esame di prova per l'ammissione al conservatorio, ma lei e Suor Teresa la aiuteranno: faranno credere ai genitori della ragazza che il convento è il conservatorio. Sara fa il test del QI e Emiliano scopre che lei è sopra la media, ha ottenuto un punteggio di 157. Le chiede addirittura di ripetere il test e questa volta ottiene in punteggio di 160, a quel punto il desiderio di Sara di baciarlo svanisce arrabbiandosi per l'atteggiamento supponente di Emiliano il quale trova inaccettabile che Sara faccia l'estetista nonostante il suo enorme potenziale, lei si sente offesa, ama il suo lavoro ma Emiliano, con superficialità, quantifica il valore di una persona in base alla carriera professionale. Azzurra e Emiliano chiedono a Ludovica di fare una ricerca di Carboni, lei scopre che venne arrestato per rapina, mostra ai due una foto dei suoi complici, tra cui figurava Armando. Azzurra scopre che Armando è indebitato con Carbone, ha il vizio del gioco, è stato lui a rompergli il braccio, Paolo sta solo cercando di ripagare il debito di suo padre, è arrivato con Carbone a un compromesso: lo aiuterà in una rapina. Azzurra cerca di far ragionare Armando, non è giusto che Paolo paghi per gli errori di padre, solo lui può salvare il figlio dal commettere un errore. I genitori di Cate vanno a trovarla in convento, ma Giuseppe e Filippo senza volerlo fanno in modo che scoprano la verità, quello non è il conservatorio, e adesso Cate deve tornare con loro a Tagliacozzo. Cate non ha il coraggio di imporsi con i genitori, accetta quindi a malincuore di lasciare Assisi. Emiliano chiede scusa a Sara, non aveva il diritto di parlarle in quel modo, lui si sente un fallito: non ha una propria casa, non ha una moglie né dei figli. Sara finalmente lo bacia ma la cosa diventa imbarazzante, infatti Emiliano si allontana da lei confuso dal suo comportamento. Cate si prepara a lasciare il convento, abbraccia con affetto Azzurra, Sara e Ludovica, ma proprio in quel momento, inaspettatamente, Filippo si mette a cantare dando prova di essere migliorato tantissimo grazie alle lezioni di Cate, la quale ha capito di aver fatto almeno una cosa buona da quando è arrivata ad Assisi. Cate spiega ai propri genitori che non tornerà a Tagliacozzo, sa che vogliono solo proteggerla da una delusione, ma lei intende ripresentarsi all'audizione per il conservatorio, loro abbracciano la figlia e rispettano la sua decisione. Moretti è agli arresti domiciliari, Emiliano procura ad Azzurra l'indirizzo di casa sua, quindi lei va lì insieme a Suor Teresa, ma prima vanno a casa di Armando e vedono con soddisfazione che la polizia lo ha arrestato, ha scelto di fare la cosa giusta e si è costituito testimoniando contro Carbone impedendo al figlio di prendere la scelta sbagliata. Una volta raggiunto Moretti, egli rivela che Luisa non era a conoscenza del fatto che Elia non fosse suo figlio, Luisa aveva partorito ma il bambino era nato morto, lei non lo sapeva, era stato Michelangelo a chiedere a Moretti di non dirle niente pagandolo per trovargli un altro bambino. In effetti una ragazza di nome Ester Folli, poche ore prima, nello stesso ospedale dove Luisa aveva partorito, aveva dato alla luce un bambino ma non lo voleva, quindi Moretti le fece credere che fosse morto, si trattava di Elia e lo diede a Michelangelo. Moretti non ha idea di dove sia Ester Folli, ma spiega a Suor Teresa e Azzurra che la documentazione si trova nell'archivio centrale dell'ospedale. 
- Altri interpreti: Roberta Caronia, Alessandro Bruni Ocaña, Alfredo Angelici, Alessio Curzi, Francesco Procopio, Alessia Spinelli, Giorgio Carpentiere
- Ascolti: telespettatori 4 131 000 – share 23,40%[7].

## La tua vocazione
- Diretto da: Isabella Leoni
- Scritto da: Silvia Leuzzi

### Trama
Azzurra e Suor Teresa vanno all'archivio centrale dell'ospedale, Suor Teresa distrae l'archivista mentre Azzurra entra di nascosto e trova il fascicolo di Ester Folli, riesce a risalire al numero di telefono della donna. Elia vuole fare un tema su una persona che stima, è un compito che gli è stato assegnato a scuola, e benché volesse farlo su Sara, quest'ultima gli chiede di scriverne uno su Emiliano, sperando che così egli la smetta di reputarsi un fallito. Mia, una ragazza adolescente, va al convento per farsi fare le unghia da Sara, poi però (all'esterno del convento) Azzurra vede Delia, la madre adottiva di Mia, litigare con una donna di nome Loredana, chiedendole di lasciarla in pace dopo che le aveva dato un foglietto con scritto il proprio indirizzo, Mia inizia a covare dei sospetti, quella donna già da un po' la sta spiando. Sara e Azzurra raccolgono il foglietto con l'indirizzo di Loredana, vanno a trovarla a casa sua e lei rivela di essere la madre biologica di Mia, l'aveva chiamata Aurora, aveva 18 anni quando partorì, era una tossica e non sapeva nemmeno chi l'avesse messa incinta. Mia, che era lì presente, ha ascoltato tutta la conversazione, si arrabbia con Delia la quale le aveva fatto credere che Loredana fosse morta, preferisce restare in convento piuttosto che continuare a vivere con lei. Ettore e Cate scoprono che Ludovica non va più a lavoro, non è interessata a continuare a lavorare allo studio legale, è diventata avvocato per seguire le orme della madre, ma ora che ha scoperto che Daria è una donna senza morale, non è più sicura di volerla prendere a modello. Ettore e Cate provano a farla lavorare prima come cameriera e poi come estetista, ma si rivela inadatta. Emiliano è nuovamente di buon umore per via del tema di Elia il quale ha preso 10, ma poi capisce che è tutta una messa in scena, il voto non lo aveva assegnato la maestra bensì Sara avendone riconosciuto la calligrafia, si arrabbia con lei perché anche se aveva buone intenzioni lui ha il diritto di essere insoddisfatto della propria vita. Azzurra vede che Loredana nella borsa aveva un farmaco, l'imatinib, Emiliano le spiega che viene usato per trattare la leucemia, Azzurra sospetta che Loredana vuole curarsi grazie a Mia dato che le serve un trapianto di midollo, ma Emiliano scopre che non è così: la sua leucemia è a uno stadio troppo avanzato, anche il trapianto di midollo non la salverà, Loredana morirà tra pochi mesi. Mia scopre che Loredana l'aveva abbandonata in un cassonetto, Delia le confessa che quando l'aveva adottata e Mia aveva ancora sei mesi lei e Loredana avevano concordato che la cosa migliore fosse farle credere che la madre biologica fosse morta. Loredana giura a Mia che non va orgogliosa di quello che fece, ha convissuto con il rimorso per anni. Mia decide di tornare a vivere con Delia, inoltre Sara la convince che perdonare Loredana è la scelta giusta, è stata lei a metterla al mondo, hanno un legame che non svanirà mai, anche perché Sara ha avuto un'esperienza molto simile: ebbe una figlia ma è nata morta, tuttavia Sara non ha mai smesso di sentirsi una madre, anche se la sua bambina non è sopravvissuta. Emiliano ha ascoltato la conversazione, Sara gli rivela che aveva 18 anni, era andata a una festa a casa di Alessandro, un suo compagno di scuola, era ubriaca e lui la mise incinta. Sara non voleva tenere la figlia, ma quando scoprì che era nata morta si è sentita ferita, il medico le rivelò che non avrebbe più avuto altri figli. Sara abbraccia Emiliano spiegandogli che le cose belle scritte su di lui nel tema di Elia lei le pensa davvero. Mia decide di passare più tempo con Loredana, intanto Suor Teresa confessa a Ludovica che aveva vissuto un'esperienza simile alla sua: a Parigi aveva ottenuto il dottorato in filosofia, ma non si sentiva soddisfatta. Divenne una suora perché era stata la sua stessa vocazione a trovarla, spiegando a Ludovica che troverà la sua strada quando interpreterà i segnali che la vita le manderà. Azzurra confessa a Suor Teresa di aver avuto una figlia, la diede via perché era troppo giovane e quell'evento fu per lei un trauma, tanto che per molto tempo aveva rimosso il ricordo. Suor Teresa le spiega che il fatto di essere madre è ciò che farà di Azzurra una brava suora. Suor Teresa contatta Ester Folli, le chiede di raggiungerla in convento, lei però spiega a Suor Teresa e Azzurra di non essere la madre di Elia, non ha mai avuto figli, infatti in quel periodo le rubarono la carta di identità, chiaramente la madre di Elia lo aveva partorito presentandosi in ospedale con un falso nominato. Adesso Azzurra e Suor Teresa sono costrette a rinunciare all'indagine, non possono più trovare la madre di Elia perché potrebbe essere chiunque e non hanno più punti di riferimento.
- Altri interpreti: Alessandro Bruni Ocaña, Giorgio Carpentiere, Francesca Ziggiotti, Valeria Angelozzi, Daisy Pieropan
- Ascolti: telespettatori 4 260 000 – share 20,00%[8].

## Pro bono
- Diretto da: Isabella Leoni
- Scritto da: Umberto Gnoli

### Trama
Trovare la madre di Elia è ormai proibitivo, quindi Suor Teresa decide di trovargli una famiglia che possa adottarlo e prendersi cura di lui. Ludovica continua ad essere confusa su quale deve essere il suo percorso e Azzurra quindi le affida un caso pro bono dato che un suo conoscente, Franco, è in difficoltà: è da sei mesi che sta male, lavorava in un cantiere edile, ebbe un incidente sul lavoro, è caduto da un ponteggio a causa di una paratia che non era ben agganciata. Effettivamente gli hanno dato un risarcimento, ma non copre tutti i danni, soffre di vertigini, non riesce più a guidare o a rimettere in ordine la propria casa. Elia chiede a Emiliano di accompagnarlo a scuola per la giornata padre-figlio dove si cimenteranno in gare di braccio di ferro. Emiliano tuttavia rifiuta, preferendo che al suo posto ci vada Ettore, ritenendola una scelta migliore. Suor Costanza va a trovare Azzurra al convento, stranamente è piena di energie tanto che cerca di aiutare tutti come può, anche a costo di essere molesta, finendo solo col creare guai. La cosa sfugge di mano quando senza volerlo fa in modo che Elia scopra che Suor Teresa a sua insaputa sta cercando una famiglia che lo adotti. Intanto Ludovica lavora al caso di Franco, l'unico che potrebbe provare che la paratia era difettosa è il capo-cantiere Marco, lui era il cognato di Franco, quest'ultimo è vedovo da due anni, era sposato con la sorella di Marco. Tuttavia egli si rifiuta di aiutarlo, ha ricevuto anche una promozione per coprire l'incidente, è arrabbiato con Franco, il quale è un alcolista, ha rovinato la vita della moglie e le era anche infedele. Franco confessa a Ludovica e Azzurra che il giorno dell'incidente aveva bevuto, ma non era ubriaco, ormai ha imparato a tenere il suo alcolismo sotto controllo. Suor Costanza confessa ad Azzurra che deve operarsi, per un trapianto di pacemaker, tentava di rendersi indispensabile solo per non dover pensare all'operazione che la impensierisce. Emiliano arriva anche a fingere una frattura al braccio pur di non partecipare alla gara di braccio di ferro con Elia, tuttavia Sara capisce che la sua è una messa in scena. Emiliano non è mai stato bravo negli sport, non voleva fare una pessima figura, ecco perché non voleva accompagnare Elia. Sara gli fa capire che Elia vuole bene a lui, e non a Ettore, ecco perché ci teneva che Emiliano partecipasse. Ludovica riesce ad aiutare Franco avendo scoperto che la ricevuta per i lavori di riparazione della paratia era pre-datata, convincerà l'impresa edile a un risarcimento più giusto. Elia si arrabbia con Suor Teresa accusandola di volergli trovare una nuova famiglia solo per sbarazzarsi di lui e tornare a Parigi. Suor Teresa fa una promessa a suo nipote: non lo abbandonerà, e gli resterà accanto finché non avrà la certezza che Elia avrà una vita felice. Emiliano ha cambiato idea, e alla fine ha preso parte con Elia alla gara di braccio di ferro, Azzurra guarda Elia insieme a Emiliano e Sara ritenendo che loro due sarebbero i genitori ideali per il piccolo.
- Altri interpreti: Alessandro Bruni Ocaña, Giorgio Carpentiere, Massimiliano Davoli
- Ascolti: telespettatori 3 752 000 – share 21,60%[8].

## La gara della vita
- Diretto da: Isabella Leoni
- Scritto da: Francesco Arlanch

### Trama
Azzurra sorprende Suor Teresa quando le propone Emiliano e Sara come genitori di Elia, in effetti Suor Teresa ha diversi dubbi, a cominciare dal fatto che loro due non sono nemmeno una coppia. Azzurra però non ha dubbi che provano qualcosa l'una per l'altro, decide di metterli insieme. Azzurra accompagna Suor Costanza all'ospedale dove dovrà sottoporsi all'intervento, lì vede Giulia (un'infermiera) litigare con la sua amica non vedente Eva, riguardo al dottor Valli. Azzurra vorrebbe capire perché stavano litigando, Emiliano le rivela che Eva ebbe un incidente stradale, da allora ha perso la vista, tuttavia sta partecipando alle selezioni per i giochi paralimpici con Giulia che le farà da guida. Azzurra scatta a una foto a Emiliano, Sara e Elia, con la scusa che le serve per promuovere il convento come luogo ospitante per famiglie. Suor Teresa ha capito che Sara soffre ancora per la perdita della sua bambina e per l'impossibilità di rimanere incinta, cerca però di farle capire che essendo una suora lei in fondo è una madre, di conseguenza Sara non deve perdere la speranza di avere una famiglia. Emiliano a breve deve andare a Milano per un convegno, ha uno sfogo su un braccio, decide di farsi visitare. Giulia spiega ad Azzurra che lo sfogo è solo una reazione allergica, ma Azzurra e Suor Teresa gli raccontano una bugia: gli fanno credere che si tratta di varicella felina, quindi lo costringono a una quarantena forzata con Sara e Elia, con la scusa che loro hanno rischiato il contagio. È un espediente per farli stare insieme, mentre Azzurra e Suor Teresa li osserveranno con una videocamera tramite un'app sul cellulare. Sara tenta ripetutamente di sedurre Emiliano con metodi più audaci, ma lui a causa della propria timidezza, sentendosi a disagio, continua a tenerla a distanza. Giulia confessa ad Azzurra e Suor Costanza che Eva soffre di problemi cardiaci, paga il dottor Valli affinché occulti i suoi problemi di salute, altrimenti non le verrebbe dato il permesso di partecipare alle selezioni dei giochi paralimpici. Suor Teresa cerca di far capire ad Azzurra che probabilmente Suor Costanza ha paura dell'operazione, la ragazza tuttavia non bada a tale affermazione dato che Suor Costanza ha un carattere forte: è costretta a ricredersi quando Giulia le rivela che Suor Costanza ha annullato l'operazione. Suor Teresa la esorta a non intromettersi, questa volta Azzurra non può aiutare Suor Costanza a sconfiggere le sue paure, è una prova che deve affrontare da sola, Suor Costanza deve solo ricordarsi che Dio veglia su di lei. Azzurra di scusa con Suor Costanza, non aveva capito quanto l'operazione la stesse spaventando. Azzurra tenta di convincere Eva a non partecipare alle selezioni, ma lei è irremovibile, ormai sente che la cecità ha tolto ogni significato alla propria esistenza, almeno provare a partecipare ai giochi paralimpici dà un senso alla sua vita, arriva anche a minacciare il suicidio qualora Azzurra osi rivelarlo alla commissione. Ettore invita Ludovica a cena dalla sua famiglia, lei si sente in imbarazzo, dato che Daria ha contribuito a mandare quasi in rovina il padre di Ettore, lui però si limiterà a presentarla come una sua amica, senza che nessuno sappia che lei è la figlia di Daria. Ludovica, dopo aver trascorso una cena in allegria con la famiglia di Ettore, gli rivela di amarlo. Emiliano fa una confessione a Sara: anche se sono stati insieme in quarantena, al suo fianco non si è mai sentito prigioniero in questi giorni, infine i due si scambiano un romantico bacio. Suor Costanza parla con Eva spiegandole che comprende quello che prova, lei ha paura del trapianto di pacemaker, Eva è giovane e quindi crede che rischiare la propria vita non sia grave, ma sbaglia se crede che la propria carriera di atleta sia l'unica cosa per cui valga la pena lottare. Azzurra e Suor Teresa ritengono che la quarantena sia durata abbastanza, spiegano a Emiliano che lui sta bene e che dunque può andare a Milano per il convegno, Emiliano e Sara si guardano sorridendo, lui le promette che tornerà da lei tra pochi giorni. Suor Teresa è disposta ad ammettere che Azzurra ha ragione, Emiliano e Sara potenzialmente potrebbero essere una bellissima coppia. Suor Costanza decide finalmente di sottoporsi all'intervento, Eva inoltre le dà una buona notizia: ha capito di essersi sbagliata, non è vero che non ha niente per cui vivere, ha l'amicizia di Giulia, ha deciso di ritirarsi dalle selezioni. L'episodio si conclude con Suor Costanza che viene portata in sala operatoria.
- Altri interpreti: Alessandro Bruni Ocaña, Giorgio Carpentiere, Ilaria Maren, Giulia Petrungaro (infermiera Giulia), Maria Chiara Mastrangeli, Stefano Viali
- Ascolti: telespettatori 4 181 000 – share 19,50%[9].

## Il meglio per te
- Diretto da: Isabella Leoni
- Scritto da: Anna Bottino, Elisabetta Zamperin

### Trama
Emiliano è tornato da Milano, lui e Sara sono felici di vedersi, Suor Teresa tuttavia vuole che Sara sia più affidabile, tanto che la istruisce affinché possa venire incontro a tutte le esigenze di Elia. Emiliano riceve una telefonata dal padre, lui e la moglie verranno ad Assisi a trovarlo. Emiliano riceve così la visita di Giovanni e Stefania (rispettivamente suo padre e sua madre) ma scopre che non sono soli, con loro c'è anche Seba, il fratello di Emiliano, ragazzo affascinante che vive da cosmopolita. Seba si rivela subito attratto da Sara, ma lei non lo ricambia, Suor Teresa pare prendere Seba in antipatia. Ettore è sparito, tanto che Ludovica inizia a temere che gli sia successo qualcosa, Cate e Sara sono entrambe della convinzione che lui voglia solo ignorarla, probabilmente deve averlo spaventato quando gli aveva confessato il suo amore, e adesso Ettore vuole escluderla dalla sua vita. Valerio, fornitore dell'Angolo Divino, consegna una borsa di Chanel molto costosa a una donna sotto lo sguardo di Azzurra e Emiliano, temono che l'abbia comprata rubando i soldi alla figlia Carlotta, scrittrice di successo nonché conoscente di Emiliano e Azzurra. Carlotta è una madre single, ha un figlio di nome Lele, ha divorziato dal marito Alessandro e da allora Valerio ha saputo esserle di grande sostegno. Sara vorrebbe conoscere meglio i genitori di Emiliano, ma lui tenta di tenerla lontana da loro, teme che possano giudicarla se scoprissero che Emiliano prova qualcosa per lei. Giovanni è un medico, Emiliano è molto insicuro davanti a lui, infatti cerca la sua approvazione. Azzurra si arrabbia con Emiliano perché ha capito che lui non teme che i suoi genitori non approverebbero Sara: è lui che non la giudica all'altezza. Azzurra scopre che la donna a cui Valerio ha regalato la borsa è Barbara, la pediatra di Lele, di conseguenza vanno da Valerio, vogliono delle spiegazioni e lui confessa a entrambi, e anche a Carlotta, che il bambino soffre di talassemia, ma in una forma curabile. Azzurra nota qualcosa di strano nella reazione di Valerio, è convinta che nasconda dell'altro. Giovanni e Stefania decidono di partire, tuttavia Giovanni mette in chiaro che non è soddisfatto di suo figlio, secondo lui sta gettando via la sua carriera, esige che Emiliano abbia successo nel lavoro, non approva il fatto che vive in un convento, vorrebbe che si trasferisse a Milano, è disposto a trovargli un ottimo impiego grazie a un suo conoscente. Emiliano non è interessato, sta bene ad Assisi, Stefania intuisce che è Sara la ragione per cui non vuole andarsene, ma Emiliano nega di provare qualcosa per lei, affermando che è solo la baby sitter di Elia. Sara ha ascoltato tutta la conversazione, ci rimane male, e quindi accetta di uscire con Seba. Azzurra scopre che Barbara aveva richiesto un test del DNA dal quale emerse che Lele non è il figlio di Carlotta e Alessandro, infatti Valerio confessa ad Azzurra che la talassemia è ereditaria, ma né la figlia di Valerio né il genero erano portatori, lui e Barbara avevano tenuta nascosta la cosa per evitare che Carlotta soffrisse, infatti Lele non è suo figlio, Barbara scoprì che ci fu uno scambio di culle all'ospedale di Perugia dove Lele era nato. Valerio aveva regalato la borsa a Barbara solo in segno di amicizia. Azzurra esorta Valerio a raccontare la verità, anche se lui vuole evitare a Carlotta un dispiacere, lei è una donna forte, e Lele merita di conoscere la verità sulla sua vera famiglia. Sara lascia solo Elia per uscire con Seba, gli ordina anche del cibo da asporto, Emiliano poi vede Seba baciare Sara, ma poi lei si arrabbia avendolo trovato inappropriato. Emiliano, Azzurra, Sara e Suor Teresa corrono in ospedale: Elia ha avuto uno shock anafilattico, è fuori pericolo, è stata colpa del pollo alle mandorle che Sara gli aveva ordinato. Suor Teresa la rimprovera aspramente, l'aveva anche avvertita che Elia è allergico alle mandorle. Azzurra e Suor Teresa stanno riconsiderando la loro opinione su Sara e Emiliano dopo quanto accaduto, oltre al fatto che non sanno essere una coppia, probabilmente non sono capaci di prendersi cura di Elia. Valerio ha cambiato idea, dirà a Carlotta la verità, lei in fondo ha reagito bene quando ha scoperto che Lele ha la talassemia, è una donna forte e affronterà anche la verità sul fatto che Lele non è suo figlio, Azzurra infatti spiega a Valerio che Dio non pone mai nel cammino delle persone prove che non possano superare. Seba, al contrario dei suoi genitori, decide di rimanere ad Assisi, Suor Teresa confessa a Emiliano che comprende quanto per lui sia difficile confrontarsi con Seba, lei aveva con la sorella lo stesso rapporto, Luisa era sempre al centro dell'attenzione mentre lei era costantemente alla sua ombra, persino la madre preferiva Luisa a lei. Senza scendere nel dettaglio Suor Teresa fa a Emiliano una confessione, un giorno si fidò di Luisa e così facendo commise l'errore più grande della sua vita.
- Altri interpreti: Alessandro Bruni Ocaña, Giorgio Carpentiere, Michele Spadavecchia, Fabrizio Coniglio, Stefania Bogo, Antonio Rampino, Valeria Bono
- Ascolti: telespettatori 3 762 000 – share 22,30%[9].

## Fratelli e sorelle
- Diretto da: Isabella Leoni
- Scritto da: Umberto Gnoli

### Trama
Emiliano si è messo nei guai a causa del trial farmacologico a cui aveva preso parte, infatti un gruppo di pazienti si è sottoposto a un esperimento, alcuni hanno preso un farmaco curante e altri un placebo, nessuno né Emiliano né i pazienti devono sapere a quale gruppo appartengono, i nominativi e i farmaci assunti vengono registrati in un file. Il problema è che qualcuno con il badge di Emiliano era entrato nello studio, ha aperto il file e ha scambiato i farmaci manomettendo il sistema. Dato che è stato il badge di Emiliano che ha permesso l'accesso al computer, tutti pensano che sia stato proprio lui a manomettere il file, ma Emiliano giura di essere innocente, tuttavia è costretto a constatare che il proprio badge è sparito, Emiliano rischia una querela. Emiliano teme che sia stato il dottor Tommaso Anastasi a metterlo nei guai, doveva essere lui a occuparsi del trial farmacologico, intanto Greta, un'infermiera, trova il badge di Emiliano. Azzurra ruba il badge ad Anastasi, quindi lei e Emiliano entrano nel file e scoprono che Anastasi si era fatto spostare il turno il giorno prima, sembra che il colpevole sia lui. Anastasi giura di essere innocente, lui e Greta hanno una relazione, preferiscono non farlo sapere a nessuno, si era fatto assegnare un altro turno solo per passare più tempo con lei. Sara, Cate e Ludovica decidono di trascorrere una serata per solo donne, quindi si vestono con abiti provocanti e succinti, in modo da conoscere altri uomini. Emiliano si mette a litigare con lei, non capisce i suoi comportamenti, né tanto meno perché abbia baciato Seba, a quel punto Sara chiarisce come stanno le cose: è stato Seba a baciarla ma lei non aveva corrisposto il bacio, inoltre lo aveva sentito mentre parlava di lei con tanta acredine davanti ai suoi genitori, perché anche se lui non lo vuole ammettere si vergognava di Sara. Seba tenta di far capire a Emiliano che tra lui e Sara non c'è niente, anche Azzurra tenta di farlo ragionare, Sara lo provoca solo perché Emiliano l'ha ferita, ma lui è troppo orgoglioso, si rifiuta di riconciliarsi con lei. Suor Teresa sente Seba parlare al telefono con qualcuno, l'argomento riguarda Emiliano, quindi Suor Teresa e Azzurra si mettono a pedinarlo, e lo vedono in compagnia di una ragazza di nome Bianca Mancini che gli dà dei soldi. Azzurra prende freddo e si ammala, intanto Suor Teresa va all'ospedale a trovare Emiliano e vede Bianca scoprendo che è la figlia di una delle pazienti che si è sottoposta al trial farmacologico. Intanto gli uomini che Sara, Ludovica e Cate conoscono alla serata per sole ragazze, si rivelano una delusione, Ludovica sparisce quindi le sue amiche, preoccupate vanno a cercarla, ma poi scoprono che è tornata da sola in convento, si era chiusa accidentalmente nel bagno del ristorante in cui era stata, e solo il giorno dopo la donna delle pulizie si era accorta della sua presenza facendola uscire da lì. Ludovica ha comunque apprezzato che Cate e Sara fossero in pensiero per lei e che l'avessero cercata, adesso Sara ha capito che non hanno bisogno di avere degli uomini al loro fianco, l'amicizia che le unisce è più importante. Suor Teresa spiega a Emiliano che Seba lo ha messo nei guai, esortandolo a denunciarlo alla polizia. Emiliano non se la sente, ma comunque affronta suo fratello il quale gli confessa che Bianca è una sua conoscente, voleva pagarlo per sapere a quale gruppo di pazienti apparteneva la madre, ecco perché Seba aveva rubato il badge accedendo al file dell'ospedale, comunque ha rifiutato i soldi di Bianca. Seba lo supplica di prendersi la colpa, anche se Emiliano rischia di essere radiato dall'albo Seba non vuole finire nei guai. Anche se Emiliano ha sempre coltivato l'errata convinzione che Giovanni abbia amato Seba più di lui, il fratello gli fa capire che si sbaglia, il padre non è severo con Seba soltanto perché lo reputa un fallimento e quindi preferisce ignorarlo, al contrario è esigente con Emiliano solo perché crede che lui possa fare grandi cose. Azzurra, vedendo che Suor Teresa le è stata accanto tutta la notte mentre era malata, ha apprezzato la sua premura. Suor Teresa le confessa che quando la madre stava male era solo lei a prendersi cura della casa, ma un giorno dovette affidare a Luisa il compito di tenere d'occhio sua madre dato che lei doveva sostenere un esame, Luisa però la lasciò sola e la madre commise suicidio. Suor Teresa non ha mai perdonato Luisa, ciò segnò la fine del loro rapporto. Emiliano si scusa con Sara, sapeva che i suoi genitori non l'avrebbero approvata, ma lui ha sbagliato perché si è lasciato condizionare dalla loro opinione. Sara sembra felice dando per scontato che Emiliano voglia stare con lei, ma poi capisce di aver frainteso, Emiliano la vuole al suo fianco solo come amica, perché ha capito che il fatto di essersi vergognato di lei è la prova che non la meritarla, e in ogni caso non si sente pronto per una relazione seria. Seba lascia Assisi, ha confessato al primario tutta la verità, le accuse contro Emiliano sono cadute. Seba tornerà a vivere con i propri genitori e affronterà il processo legale a proprio carico, lui e Emiliano si abbracciano, tuttavia prima di andarsene lo esorta a non rinunciare a Sara, se lo facesse commetterebbe un errore.
- Altri interpreti: Michele Spadavecchia (Sebastiano Stiffi), Anna Malvaso, Francesco Cotroneo
- Ascolti: telespettatori 4 315 000 – share 20,80%[10].

## Il mio angelo
- Diretto da: Isabella Leoni
- Scritto da: Alessandro Zullato

### Trama
Cate ha visto Ettore in compagnia di una ragazza di nome Debora, non sa se dirlo a Ludovica dato che quest'ultima è ancora innamorata di lui benché Ettore contini a evitarla. Ettore si licenzia dall'Angolo Divino e chiede ad Azzurra la liquidazione. Azzurra è ossessionata all'idea di trasformare Emiliano e Sara nei perfetti genitori di Elia, ma Suor Teresa è sempre più convinta che Sara non sia idonea a essere una brava madre. Emiliano prende in cura Orietta Berti, di recente soffre di attacchi di ansia, dato che è una celebrità il caso va trattato con discrezione, nessuno deve sapere che è una sua paziente. Cate confessa ad Azzurra che Ettore sta con un'altra, quindi decidono di indagare su Debora e scoprono che è la sua fidanzata, inoltre ha una protesi avendo perso la gamba destra in un incidente stradale, assume anche il fentanyl a causa del dolore cronico. Cate e Azzurra vedono Ettore consegnare del denaro a un uomo, Azzurra fa delle ricerche su di lui e scopre che si chiama Andrea Longhi, era stato lui a causare l'incidente dove Debora perse la gamba sei anni prima, era sotto l'effetto di ecstasy. Ludovica vede Ettore e lo segue in ospedale, lo guarda mentre accudisce Debora e lì incontra il padre di Ettore che le rivela che Debora è la sua fidanzata. Ludovica si confronta con Cate che già sapeva che Ettore ha una fidanzata e ha scelto di non dirle niente, Cate ha agito così solo perché non voleva ferire l'amica. Emiliano per tenere d'occhio Orietta Berti, decide di farla dormire in convento ma senza che nessuno lo sappia, tanto che Sara è convinta che lui abbia un'amante, decide di punirlo facendogli dei dispetti, che però non fanno altro che acuire la brutta opinione che Suor Teresa ha di lei. Elia mette Sara davanti alla propria immaturità: si illude di attirare l'attenzione di Emiliano con le sue infantili vendette, quando in realtà è per colpa di questi suoi comportamenti che non riesce a esprimergli i suoi sentimenti. Azzurra va a trovare Debora in ospedale e scopre che è stato il padre della ragazza a trovare un lavoro al padre di Ettore quando perse la sua azienda, in effetti Debora conobbe Ettore dopo l'incidente dove perse la gamba. Azzurra ricorda di aver visto Andrea portare un borsone sportivo con il logo della Virtus Valfabbrica, anche Ettore giocava nella loro sezione juniores, loro due erano compagni di squadra. Azzurra accompagnata da Cate va a casa di Ettore, adesso vuole da lui la verità, egli ammette che in passato faceva uso di exstacy, ne offrì un po' anche ad Andrea che infatti, sotto l'effetto della droga, causò l'incidente stradale dove Debora perse la gamba. Ettore sentendosi responsabile dell'incidente decise di prendersi cura di Debora, all'inizio come amico, ma poi si sono messi insieme, smise anche di fare uso di exstacy. Andrea lo aveva minacciato di raccontarle tutto, ecco perché lo aveva pagato. Ettore in un momento di debolezza si è legato sentimentalmente a Ludovica, per lei era anche disposto a lasciare Debora, ma non ne ha avuto il coraggio perché è stata la famiglia di Debora a dare un lavoro al padre. Adesso Ettore è pronto a essere devoto a Debora, tuttavia Azzurra e Cate cercano di fargli capire che sta sbagliando, anche se Ettore ha buone intenzioni, e benché voglia prendersi cura di Debora, lui non saprà mai amarla, e la ferirà con i suoi segreti. Ludovica perdona Cate ma facendole promettere che da ora dovrà essere sempre onesta con lei. Intanto Emiliano capisce che l'ansia di Orietta Berti è legata alla partenza del marito, è via per un convegno, sente la sua mancanza, quindi gli telefona e chiacchierando allegramente con lui inizia a sentirsi meglio. Sara e Azzurra scoprono che Emiliano ospitava Orietta Berti nel convento e quindi Sara comprende che aveva frainteso la situazione. Ettore decide di raccontare la verità a Ludovica, ma non è necessario, Cate le ha detto tutto, in ogni caso Ettore ha trovato il coraggio di essere onesto con Debora, lei ha deciso di lasciarlo, è arrabbiata con lui e probabilmente il padre di Ettore perderà il lavoro, ma lui sa di aver fatto la cosa giusta dicendo a Debora la verità, vuole ancora starle accanto, ma solo come amico. Ettore, con il permesso di Ludovica, torna a lavorare all'Angolo Divino. Orietta Berti, avendo capito che Sara e Emiliano provano qualcosa l'una per l'altro, esorta il ragazzo a concederle una possibilità, perché Emiliano sbaglia a credere che il fatto che Sara sia così diversa da lui debba essere un ostacolo. Suor Teresa ha esaurito la sua pazienza con Azzurra, quest'ultima le chiede ancora del tempo per aiutare Emiliano e Sara a diventare una coppia ideale affinché possano essere per Elia dei genitori, ma Suor Teresa le fa notare che per soddisfare il capriccio di Azzurra, il piccolo Elia potrebbe già avere un'altra famiglia che possa prendersi cura di lui e invece è costretto a rinunciarvi. Azzurra capisce che Suor Teresa ha ragione, infatti nota che Emiliano e Sara non riescono ad avvicinarsi e non è giusto che Elia debba sacrificare la propria felicità.
- Special guest star: Orietta Berti
- Altri interpreti: Anna Malvaso, Stefano Viali
- Ascolti: telespettatori 3 866 000 – share 22,60%[10].

## La donna senza sonno
- Diretto da: Francesco Vicario
- Scritto da: Mara Perbellini, Umberto Gnoli

### Trama
Anche se Azzurra non condivide l'idea di Suor Teresa di trovare un'altra famiglia per Elia, decide di starne fuori, però le suggerisce di dirlo al nipote per prepararlo all'idea che a breve lascerà il convento. Azzurra va a fare la spesa e per poco non investe una ragazza di nome Corinna Verduci, la quale è praticamente in stato di sonnambulismo, decide di farla visitare da Emiliano, ormai è da due mesi che non riesce a dormire. La scuola di Elia gli affida un criceto, Charlie, ma Suor Teresa lo vede morto, e dunque se ne sbarazza. In realtà Charlie è ancora vivo, era solo in letargo, Sara credendo che sia scappato, ne compra uno simile spacciandolo per lui. Emiliano teme che l'insonnia di Corinna sia sintomo dello stress, probabilmente dovuto a un evento traumatico, ma lei non vuole aprirsi con lo psichiatra, pur ammettendo che il suo sonnambulismo è iniziato dopo che Marina, la donna delle pulizie che lavora per lei e il padre, è finita in coma cadendo dalle scale. Sara prende Corinna in antipatia, ha capito che è attratta da Emiliano e che cerca la sua compassione per conquistarlo. Azzurra e Emiliano vanno in ospedale per vedere come sta Marina, e vedono il padre di Corinna accudirla, trovando strano che sia così affettuoso verso la donna delle pulizie, tanto che Azzurra non tarda a capire che sono stati amanti. Corinna e suo padre raccontano due versioni discordanti sull'incidente di Marina quando è caduta dalle scale, capiscono che nascondono qualcosa. Intanto Elia scopre l'inganno del criceto quando emerge che quello comprato da Sara è femmina, il bambino poi si arrabbia quando Suor Teresa lo informa che sta per trovargli una famiglia adottiva, affermando che è per il suo bene, purtroppo il bambino non si sente pronto, preferisce rimanere in convento. Azzurra e Emiliano vanno a trovare Corina a casa sua, la convincono a raccontare la verità: Marina voleva una relazione ufficiale con il padre di Corinna, in caso contrario lo avrebbe lasciato, lui però non se la sentiva benché comunque non volesse rinunciare a lei, si misero a litigare a lui senza volerlo la spinse giù dalle scale. Giuseppe invita a cena Cate, lei è felicissima, ma poi Giuseppe non si presenta all'appuntamento, infatti ha preferito trascorrere del tempo con Alice la quale è tornata temporaneamente ad Assisi. Sara parla con Elia spiegandogli che Suor Teresa agisce per il suo bene, lei è cresciuta in una casa-famiglia e ha sempre rimpianto di non aver avuto due genitori che si prendessero cura di lei, Elia al contrario potrebbe avere tale fortuna e commetterebbe un errore a rinunciarci. Charlie è tornato, inoltre Elia chiama l'altro criceto Gilda, alla fine Azzurra dà ragione a Suor Teresa, è evidente che Sara e Emiliano non possono stare insieme ed Elia merita una famiglia vera. Corinna va da Emiliano e Azzurra, confessa ai due che ha denunciato suo padre alla polizia, ha fatto la cosa giusta e adesso ha ricominciato a dormire serenamente. Corinna rivela a Emiliano che durante le sue fasi di sonnambulismo frequentava spesso il Forum, questo spinge Emiliano a credere erroneamente che fosse lei la ragazza conosciuta in bagno che gli aveva regalato il fermaglio per capelli.
- Altri interpreti: Teresa Romagnoli, Alberto Rossi, Roberta Caronia, Alessandro Bruni Ocaña, Giorgio Carpentiere
- Ascolti: telespettatori 4 500 000 – share 21,20%[11].

## Non era destino
- Diretto da: Francesco Vicario
- Scritto da: Edoardo A. Gino

### Trama
Corinna decide di farsi visitare da un altro psichiatra dato che vuole uscire con Emiliano, del quale ormai è innamorata, intanto il convento ospita temporaneamente Enrico, è una seminarista che a breve sarà nominato sacerdote, il vescovo ha di lui un'ottima considerazione. Azzurra nota che Enrico si affatica facilmente e ha difficoltà a muoversi, inoltre vede del denaro in contanti nel suo borsone. Sara, che odia vedere Emiliano e Corinna insieme, con la complicità di Cate e Ludovica, lo rende bersaglio di alcuni scherzi che hanno lo scopo di fargli credere che la presenza di Corinna lo rende vittima di una maledizione, sperando così che decida di lasciarla. Azzurra si mette a pedinare Enrico e lo vede dirigersi verso la Palestra Mancini, lì Enrico dà i soldi al giovane proprietario, Riccardo. Enrico rivela ad Azzurra che in passato era un pugile, così come il padre di Riccardo, il quale morì affrontandolo sul ring, a breve Enrico diventerà sacerdote e dunque ha preferito affidare a Riccardo tutti i suoi risparmi avendolo reso orfano di padre. Suor Teresa e Elia iniziano a valutare le varie famiglie che si sono offerte di adottarlo, ma sembra che nessuna soddisfi Suor Teresa. Una famiglia in particolare, i Cioffi, sembrano aver impressionato positivamente Elia. Quest'ultimo ammette di voler bene alla zia, Suor Teresa gli aveva promesso che gli sarebbe stata vicino finché non avrebbe trovato la famiglia ideale per lui e infatti ha mantenuto la parola data. Suor Teresa non se la sente di lasciarlo ai Cioffi, è evidente che si è affezionata al nipote e fatica a separarsi da lui. Quando Azzurra scopre degli scherzi orchestrati da Sara per tenere Corinna lontana da Emiliano, la rimprovera perché è ovvio che è innamorata di lui, ma invece che dirglielo si sta solo limitando a sabotare la sua relazione con Corinna. Azzurra le fa capire che, volendolo, lei potrebbe avere una possibilità di conquistarlo, ma deve trovare il coraggio di confessargli quello che prova. Azzurra scopre che Enrico aveva telefonato al dottor Fermi, in effetti Emiliano lo conosce di fama, lavora a Perugia ed è considerato uno dei maggiori esperti a livello europeo di malattie neurodegenerative, adesso Azzurra ha capito che Enrico è malato. Si confronta con lui e Enrico ammette che morirà a breve, ma prima perderà la mobilità del proprio corpo. Enrico non ha detto niente al vescovo temendo che ciò pregiudichi la sua nomina a sacerdote, ma Azzurra prova a convincerlo a essere onesto, e infatti Enrico capendo che lei ha ragione, decide di raccontare la verità al vescovo, desidera ancora diventare un sacerdote, preferendo adesso vedere nella malattia non un impedimento, bensì una prova in più da affrontare. Azzurra punisce Cate e Ludovica per gli scherzi che hanno fatto a Emiliano obbligandole a fare giardinaggio, ci rimane male però constatando che Emiliano continua a uscire con Corinna: infatti Sara ancora una volta non ha trovato la forza di confessargli il suo amore. Per l'ennesima volta Azzurra ha avuto la prova che Emiliano e Sara non sono in grado si stare insieme, quest'ultima infatti preferisce vederlo insieme a Corinna ritenendo che con lei potrebbe essere felice. Emiliano dà a Corinna il fermaglio per capelli, credendo che sia stata lei a prestarglielo al Forum (ignaro che era Sara la ragazza incontrata quella sera) Corinna mente affermando che è il suo. Sara riceve l'inaspettata visita di Marco Innocenti, un suo caro amico.
- Altri interpreti: Teresa Romagnoli, Gianluca Merolla, Enrico Oetiker, Agnese Lorenzini, Giorgio Carpentiere
- Ascolti: telespettatori 3 907 000 – share 21,80%[11].

## Sempre con te
- Diretto da: Francesco Vicario
- Scritto da: Alessandro Zullato

### Trama
Suor Teresa procrastina continuamente il momento di chiamare i servizi sociali a trovare a Elia una famiglia adottiva, Azzurra ha capito che sta accarezzando l'idea di occuparsene lei personalmente e di portarlo a Parigi. Sara è ancora gelosa nel vedere Emiliano con Sara, anche se è contenta del ritorno di Marco, ai tempi del liceo erano grandi amici, lui lavora in un salone di auto. Marco è attratto da Sara, ma anche se lei in parte lo corrisponde, non riesce a dimenticare Emiliano. Suor Costanza ritorna al convento, e con lei ha degli ospiti: Umberto, e sua figlia Caterina. Quando erano piccoli Umberto e Suor Costanza erano molto amici, Caterina è malata di artrite reumatoide, una forma rara, le serve del denaro per le cure in una clinica in Svizzera. Azzurra, tuttavia, vede Caterina muoversi senza problemi, ciò non è in linea con i sintomi dell'artrite reumatoide, è tutto un imbroglio, inoltre la pala del convento è stata rubata. Azzurra ha capito che è stata Suor Costanza, si è lasciata imbrogliare da Umberto che le ha fatto credere che Caterina aveva bisogno di cure, in modo da vendere la pala e intascarsi il ricavato. Suor Costanza confessa ad Azzurra che lei e la sua famiglia nascosero Umberto da bambino per evitare che venisse portato in un campo di concentramento, ma per via di un litigio infantile Suor Costanza involontariamente fece in modo che lui fosse prelevato e portato in un campo di prigionia, anche se è consapevole che Umberto l'ha imbrogliata, preferisce assecondarlo pensando che sia il solo modo per espiare. Cate si sta preparando per l'audizione al conservatorio, per Ludovica è arduo riuscire a sopportarla, tuttavia la accompagna all'audizione per darle il suo sostegno emotivo, il grande sogno di Cate è quello di esibirsi a Broadway. Cate non è molto soddisfatta dell'audizione, sospettando di non aver impressionato positivamente gli esaminatori, e infatti scopre che non è stata ammessa. Azzurra fa capire a Cate che deve essere orgogliosa, perché anche solo il fatto di aver fallito è stata la prova che ha avuto il coraggio di provarci. Suor Costanza parla con Umberto, spiegandogli che è ben consapevole della truffa, ma non è arrabbiata con lui, ha capito che deve aver trascorso momenti traumatici in quel campo di prigionia, lei si sente responsabile e se consentirgli di rubare la pala è un modo per riscattarsi lei è disposta ad accettarlo. A gran sorpresa la pala torna nella cappella del convento, Umberto ha deciso di fare la cosa giusta e di restituirla. Suor Teresa non riesce a stare dietro a Elia, non è in grado di passare con lui tutto il tempo che vuole, Elia ci rimane un po' male ma alla fine decide di non arrabbiarsi con lei. Azzurra fa comprendere a Suor Teresa che lei non può prendersi cura di Elia perché non sarebbe capace di fare del nipote la sua priorità, perché essere una suora significa essere la madre di tutti. Suor Teresa ha capito che Azzurra ha ragione, contatta così l'assistente sociale in modo da affidarlo a una famiglia che possa dargli le attenzioni che merita. Ludovica è triste perché Cate probabilmente lascerà Assisi ora che non entrerà più nel conservatorio, Cate le spiega che per ora non andrà via, almeno fino all'esibizione del coro dei bambini. Infine Sara, nonostante le iniziali insicurezze, vedendo Emiliano felice con Corinna, decide di dare una possibilità a Marco e lo bacia, Azzurra ha notato che Emiliano ci è rimasto male nel vedere Sara con Marco, è evidente che Emiliano è ancora innamorato di lei.
- Altri interpreti: Teresa Romagnoli, Enrico Oetiker, Sergio Tardioli
- Ascolti: telespettatori 4 258 000 – share 20,70%[12].

## La forma dell'amore
- Diretto da: Francesco Vicario
- Scritto da: Umberto Gnoli

### Trama
Elia fa amicizia con i Cioffi e a breve andrà a vivere con loro, intanto il coro di Filippo si esibirà alla recita L'infanzia di Gesù e Suor Teresa accetta con gioia di accontentare Elia che ci tiene a interpretare la parte del piccolo Messia, tra l'altro Suor Teresa coinvolge anche Sara, Corinna, Marco e Emiliano nella recita assegnando a tutti dei ruoli. Ettore dà a Ludovica l'indirizzo di Monge, era il socio di sua madre, è stato l'avvocato del padre di Ettore a darglielo, in effetti Monge era andato in pensione tre settimane prima che la denuncia contro Daria fosse stata formalizzata, questo rafforza la teoria che è il colpevole è lui e che ha incastrato Daria. Ludovica è sempre più sicura che il documento mancante che dovrebbe provare l'innocenza di Daria è in mano a Monge, lei e Azzurra vanno a casa dell'avvocato, Ludovica si astiene dal dirgli che è la figlia di Daria, e insieme ad Azzurra, con l'inganno convincono Monge a farle entrare nella sua casa casa. Monge poi si arrabbia quando vede Ludovica frugare nel suo studio, in cerca del documento, affermando che a mandare lei e Azzurra a casa sua sono stati "loro" e quindi le manda via. Suor Teresa dà a Corinna e Marco, rispettivamente, i ruoli di Maria e Giuseppe, tuttavia qualcuno durante l'allestimento della recita, sta facendo degli scherzi ai due, tanto che tutti iniziano a pensare che sia opera di Sara. Quest'ultima ci rimane male quando Corinna le rivela che lei e Emiliano prenderanno insieme una casa. Alice non assisterà all'esibizione del coro, le cose tra lei e Giuseppe non stanno migliorando, lui per scusarsi con Cate per averle dato buca durante quella cena, la invita a un appuntamento. Giuseppe bacia Cate, ma lei capisce di non provare niente nei suoi confronti, anche perché è ovvio che Giuseppe la vede solo come un ripiego in reazione ai problemi con la moglie. Azzurra fa capire a Cate che in amore non bisogna scendere a compromessi, Giuseppe non è l'uomo giusto per lei e se Cate continuerà a pensare il contrario finirà solo con l'accontentarsi invece che trovare il vero amore. Ludovica va a trovare la madre in carcere, le promette che a breve troverà il documento che Monge ha nascosto, ma Daria non sembra molto contenta, il suo processo avrà luogo tra meno di un mese, e in alternativa sta prendendo in considerazione un'altra strada: propone a Ludovica di prendersi la colpa al suo posto, deve solo dichiarare che il cliente l'aveva raggirata, lei era solo una praticante di conseguenza non finirà in prigione, benché verrebbe radiata dall'albo. Ludovica non sa cosa fare, anche perché ciò che ha proposto Daria è illegale. Ludovica e Azzurra tornano a casa si Monge e convincono Adele, la donna delle pulizie, a farle entrare, tuttavia Monge coglie nuovamente sul fatto Ludovica mentre provava ancora una volta a rovistare nel suo studio. Monge però non si arrabbia, infatti ha capito che è la figlia di Daria, tuttavia le giura di essere innocente, non ha lui il documento mancante, sapeva dell'imminente capo d'accusa che sarebbe gravato su Daria, è per questo che ha scelto di andare in pensione, gli rimane poco da vivere dato che è malato e ha preferito lasciare lo studio per evitare che i problemi di Daria si ripercuotessero su di lui, preferendo vivere i pochi mesi che gli restano in serenità. Quando Ludovica era venuta a casa sua la prima volta pensava che fossero stati i suoi fratelli a mandarla lì perché vogliono impugnare il suo testamento dato che vuole lasciare tutto in eredità ad Adele. Monge non ha il documento mancante, e accusa Ludovica di peccare di ingenuità perché è ovvio che Daria è colpevole, ma lei non vuole ammetterlo, tanto che non ha cercato il documento nel luogo più ovvio: la casa di Daria. Suor Teresa scopre che è stato Elia a fare quegli scherzi a Corinna e Marco, lui ormai ha accettato con rassegnazione che i Cioffi saranno la sua nuova famiglia, ma almeno nel contesto della recita, dove lui interpreterà Gesù, desiderava che fossero Sara e Emiliano i suoi genitori nei ruoli di Maria e Giuseppe. Ludovica va a casa di Daria, e nel cassetto di un mobile, trova uno scompartimento nascosto: lì c'è il documento che stava cercando, ma che invece di provare l'innocenza di Daria al contrario prova la sua colpevolezza dato che vi aveva apposto la propria firma, inoltre trova nascosto anche un pacchetto di sigarette, nonostante Daria avesse promesso alla figlia che aveva smesso di fumare, l'ennesima prova che Daria è una bugiarda. Ludovica va in carcere e litiga con Daria, lei confessa davanti alla figlia la sua colpevolezza ma non se ne vergogna, ammette che vive solo per la propria avidità ed è diventata così solo perché nel mondo sono le persone spietate che hanno successo nella vita, ma sapeva che Ludovica non è come lei, sua figlia ha un cuore puro. Daria la supplica di scagionarla, deve solo prendersi la colpa al suo posto. Ettore è disgustato da Ludovica avendo capito che sta prendendo in considerazione la possibilità di assumersi la colpa al posto della madre. Azzurra, comprende quello che Ludovica sta provando, anche suo padre è un uomo disonesto e lei tentò di aiutarlo quando non lo meritava, fa capire a Ludovica che rinunciando alla propria carriera, perderà una parte della sua identità, e questo un giorno la porterà a odiare Daria. Avendo capito che Azzurra ha ragione, va in carcere per informare Daria che non intende accontentarla, Daria si arrabbia e reagisce malissimo, Ludovica le fa comprendere che le vuole bene, ed è proprio perché non vuole odiarla che non può voltare le spalle alla sua carriera per farle un favore, infine la lascia sola dopo averle detto «nel mio mondo vincono i buoni». Azzurra abbraccia Ludovica la quale le chiede di riportarla in convento, che per lei ora è la sua vera casa. Per qualche strano motivo Sara è in possesso dell'orologio che apparteneva a Michelangelo, e quindi lo dà a Elia, quest'ultimo a breve lascerà il convento, sia lui che Sara ammettono che sentiranno l'uno la mancanza dell'altra e infine si abbracciano. Azzurra e Ludovica vanno ad assistere al coro, inoltre a Emiliano e Sara vengono dati i ruoli di Giuseppe e Maria, con Elia nella parte di Gesù, inoltre Cate ha convinto Alice a tornare con suo marito. È il momento per Filippo di cantare, lui si agita e dunque Cate si mette a cantare con lui, e tutti i presenti applaudono. Cate ha cambiato idea, non è più interessata a Broadway, ora ha capito quanto ama Assisi e decide di non volersene più andare. Ettore e Ludovica finalmente si riconciliano, e i due si scambiano un bacio romantico. Sara vede Corinna con il fermaglio per capelli che è identico a quello che aveva (ignara che è proprio il suo) le confessa di averlo perso al Forum, ora Corinna ha capito che era Sara la ragazza che Emiliano aveva incontrato quella sera, e dunque per tenerla lontana da lui, trova una casa dove potranno trasferirsi insieme. Mentre Azzurra è nella camera da letto di Elia, la sua attenzione è rivolta allo zaino nello scaffale in basso (era stato Emiliano a metterlo lì) lo apre e scopre che Michelangelo vi aveva nascosto del denaro in contanti e una lettere per Sara, dove Michelangelo voleva rivelarle che lei è la vera madre di Elia, inoltre Azzurra nello zaino trova un cellulare e nella rubrica c'è il numero di telefono di Sara.
- Altri interpreti: Teresa Romagnoli, Roberta Caronia, Alessandro Bruni Ocaña, Stefano Sabelli, Enrico Oetiker, Agnese Lorenzini, Giorgio Carpentiere
- Ascolti: telespettatori 3 900 000– share 23,60%[12].

## Dire, fare, impicciare
- Diretto da: Francesco Vicario
- Scritto da: Umberto Gnoli

### Trama
Tutto sembra andare per il meglio, infatti Ludovica e Ettore sono una coppia felice, Sara è contenta al fianco di Marco mentre Corinna e Emiliano stanno per andare a vivere insieme. Però all'insaputa di tutti Sara è la madre di Elia, soltanto Azzurra lo ha scoperto, e lo rivela a Suor Teresa facendole leggere la lettera di Michelangelo, dove voleva spiegarle che il bambino che lui e Luisa stavano per avere era morto durante il parto, Sara diede alla luce Elia ma non voleva tenerlo e quindi Moretti convinse Michelangelo a portarglielo via in modo che lui e Luisa lo crescessero. Michelangelo sapeva che stava per morire a causa della propria malattia, ormai aveva compreso che Luisa era troppo fragile, non sarebbe riuscita a prendersi cura di Elia, voleva affidarlo a Sara. Suor Teresa le impone di non farne parola con nessuno, se infatti Azzurra è felice di aver scoperto che Sara è la madre di Elia, ansiosa di dirglielo, Suor Teresa preferisce mantenere il segreto, Emiliano è troppo coinvolto quindi preferisce non dirgli niente, i Cioffi non adotteranno Elia dato che si tratta solo di un affido temporaneo, Suor Teresa informerà i servizi sociali che Sara è la madre di Elia in modo da seguire il protocollo con calma, ma è evidente che sta mentendo: infatti chiaramente vuole solo tenere Elia lontano da Sara che non reputa adatta a fare la madre. Azzurra deve purtroppo obbedirle dato che Suor Teresa è la sua madre superiora. Emiliano va alla concessionaria dove lavora Marco perché desidera comprarsi un'auto, ma scopre che lui non lavora lì. Va a casa di Marco e scopre che ha fatto una fotocopia dei documenti di Sara, trova anche una foto di loro due da adolescenti e la prende. Azzurra ha capito che Emiliano si interessa a Sara e Marco solo perché è geloso, benché a breve andrà a vivere con Corinna, tuttavia scopre che Marco aveva bisogno dei documenti di Sara per farle una sorpresa: vuole che si trasferisca a Roma perché lì ha aperto un centro estetico e vuole che sia lei a gestirlo. Sara sta prendendo in considerazione l'idea di accettare, lei e Marco stanno bene insieme e ad Assisi non c'è nulla che la trattenga. Azzurra telefona a Suor Angela confessandole che Elia è il figlio di Sara, tuttavia non trova sostegno da parte sua, infatti Suor Angela la esorta a rispettare il volere di Suor Teresa essendo quest'ultima la sua madre superiora. Azzurra ha capito che Elia sta soffrendo, perderà Emiliano che andrà a vivere con Corinna e anche Sara che si trasferirà a Roma. Azzurra litiga con Suor Teresa accusandola di aver sempre giudicato male Luisa, e ora lo sta facendo anche con Sara, ecco perché accampa scuse per allontanarla da Elia, davanti alle insinuazioni di Azzurra lei la minaccia: convincerà il vescovo ad annullare la consacrazione di Azzurra e quest'ultima non sarà una suora se oserà intromettersi. Cate fa capire a Ludovica che Emiliano e Sara stanno rispettivamente con Corinna e Marco solo perché vedono in loro un ripiego, Cate è della convinzione che devono aiutare Sara a mettersi con Emiliano. Cate e Ludovica scoprono che il fermaglio per capelli non è di Corinna ma di Sara, è lei la ragazza che Emiliano incontrò al Forum. Emiliano dà a Sara la foto che aveva preso a Marco, vedendola Sara ha una strana reazione, rievoca il ricordo di un ragazzo che la stava violentando e inizia ad agitarsi, Emiliano interviene e aiuta l'amica a calmarsi. Azzurra trova strano che Marco, dato che sta con Sara da poco, abbia voluto addirittura regalarle un'attività commerciale da dirigere, sente che nasconde qualcosa, lei e Emiliano vanno da lui e pretendono la verità, la foto di loro due l'avevano scatta a una festa e capiscono che il quel frangente successe qualcosa. Marco con vergogna ammette che erano andati alla festa di Alessandro, era uno dei ragazzi più popolari del liceo che frequentavano, Marco scoprì che Alessandro voleva violentare Sara e non fece nulla per fermarlo. Emiliano è disgustato da lui, arriva quasi a picchiarlo ma Azzurra lo ferma, accusa Marco di aver voluto regalare a Sara il centro estetico solo per ripulirsi la coscienza. Ludovica e Cate si mettono a provocare velatamente Corinna facendole capire indirettamente che sanno che lei non è la ragazza che Emiliano conobbe al Forum, intanto Corinna fa a Emiliano un regalo: un dipinto con Emiliano come soggetto. Sara ha capito che Alessandro quella sera violentò proprio lei perché era sempre stata una ragazza sola, sapeva che nessuno l'avrebbe difesa, nel cuore della notte assume delle medicine e si allontana dal convento.
- Altri interpreti: Teresa Romagnoli, Enrico Oetiker, Roberto Mantovani
- Ascolti: telespettatori 4 411 000 – share 21,50%[13].

## La ricerca della felicità
- Diretto da: Francesco Vicario
- Scritto da: Umberto Gnoli

### Trama
Sara, mentre è in auto, sotto effetto di tranquillanti, rimane vittima di un incidente, lei e Elia vengono portati in ospedale, infatti all'insaputa di Sara il piccolo si era nascosto nell'auto. Sara sta bene mentre Elia ha riportato un trauma cranico, è incosciente, per un po' dovrà rimanere in ospedale. Sara non vuole più vedere Marco, giura a Emiliano che non voleva suicidarsi, è stato solo un incidente, chiede perdono a Suor Teresa ma lei non riesce nemmeno a rivolgerle la parola. Suor Teresa si arrabbia con Azzurra affermando che l'incidente è stata colpa sua visto che non ha cercato di aiutarla a tenere Elia lontano da Sara, quindi chiede al vescovo di annullare la sua consacrazione dichiarando che Azzurra non è adatta alla nomina di suora. Corinna confessa a Emiliano che non era lei la ragazza che incontrò al Forum, gli aveva mentito solo perché aveva capito che Emiliano ci teneva a conoscerla, però afferma di voler stare con lui, e insieme potrebbero avere una famiglia e una vita insieme. Emiliano decide di sorvolare, preferendo comunque restare con lei, tuttavia è ossessionato dal quadro che Corinna gli ha regalato dove lui viene dipinto con un'espressione tanto triste e austera, rendendosi conto che non traspare il senso di felicità. Azzurra cerca di far capire a Suor Teresa che lei deve mettere da parte tutta la rabbia accumulata contro Luisa perché ciò non ha fatto altro che isolarla, ora ha capito che l'ostilità contro Sara era dovuta al fatto che ha ricucito su di lei la figura di Luisa dato che le somiglia molto, come lei Sara è scapestrata a imprevedibile, tuttavia aggiunge che Dio ama le persone nei loro difetti e nella loro fragilità. Azzurra le confessa che Elia è nato da uno stupro, infatti Sara venne violentata ed è per il trauma di averlo scoperto che ha avuto quell'incidente. Sara lascia l'ospedale, torna in convento e ascolta per puro caso Azzurra rivelare a Emiliano che la madre di Elia non era Luisa ma proprio Sara. Quest'ultima è sconvolta, Azzurra le spiega che è stata vittima di una menzogna, quella che aveva partorito non era una bambina, infine Azzurra e Sara ricostruiscono gli eventi che hanno portato alla morte di Luisa e Michelangelo: tutto era iniziato quando quest'ultimo decise di rintracciare Sara per rivelarle di Elia, infatti quando la incontrò Sara, vedendo che portava al dito la fede nuziale, lo portò nella suite di un albergo, desiderava scattare delle foto compromettenti in modo da ricattarlo come faceva con gli altri uomini sposati. Ma quando Michelangelo la chiamò per nome, lei si spaventò, dato che la conosceva temeva che Michelangelo volesse metterla nei guai, si è chiusa nel bagno della suite dove poco prima Michelangelo aveva lasciato l'orologio, istintivamente Sara è scappata con l'orologio senza dare a Michelangelo la possibilità di confessarle dell'esistenza di Elia, Michelangelo provò a seguirla ma venne colto da un malore e morì. L'ultima notte che Luisa trascorse nel convento, quando controllò nel bagagliaio dell'auto, trovò lo zaino dove Michelangelo aveva nascosto il cellulare con il numero di telefono di Sara, incuriosita le telefonò e quindi Sara ne approfittò per darle appuntamento, desiderava restituirle l'orologio del marito. Luisa poco dopo, sempre nello zaino, trovò la lettera di Michelangelo dove lui dichiarava che Sara è la vera madre di Elia e che desiderava restituirglielo, quindi Luisa avendo capito di aver inconsapevolmente telefonato alla vera madre di Elia e scoprendo che il bambino non era suo figlio scappò con lui il mattino dopo (con il conseguente incidente stradale che ha causato la morte di Luisa) perché non voleva che Sara glielo portasse via. Sara prova dei sentimenti conflittuali, ora ha scoperto che Elia è il figlio di Alessandro, colui che l'aveva violentata, ma poi va in ospedale a trovarlo, Elia è incosciente e lei gli giura che non lo lascerà mai più, e in fondo istintivamente aveva sempre saputo che era suo figlio. Suor Teresa ha ascoltato le sue parole, poi va in parrocchia e confessa ad Azzurra di aver sbagliato, non ha mai provato a capire Luisa, ha solo saputo giudicarla per le sue debolezze e i suoi sbagli, ma Sara quando ha scoperto che Elia è suo figlio invece che allontanarlo ha solo dato prova di saperlo amare, infine Azzurra e Suor Teresa si abbracciano. Emiliano guarda la foto che Azzurra aveva scattato a lui, Sara e Elia, ormai Corinna ha capito che tra lei e Emiliano è finita perché quest'ultimo al suo fianco non può trovare la felicità. Sara torna nella sua camera da letto vedendo che Cate e Ludovica hanno riempito una delle pareti con delle fotografie di loro tre insieme, infine abbraccia le amiche. Suor Teresa cerca di convincere il vescovo a riconsiderare la consacrazione di Azzurra affermando che lei è già una suora migliore di quando Suor Teresa possa esserlo, inoltre lei non vuole più tornare a Parigi, desidera rimanere ad Assisi perché lì ha trovato nelle persone l'amore di Dio. Il vescovo le spiega che Suor Angela e Suor Costanza gli aveva già fatto cambiare idea, intanto Elia viene dimesso dall'ospedale e torna al convento. Sara vede che Emiliano ha una sorpresa per lei, mettendola davanti a degli specchi deformanti posti nel cortile del convento, specchiandosi appaiono riflessi deformi di Sara, la prova emblematica che niente può essere perfetto, tuttavia Emiliano ha capito che a dare valore alla vita non è quello che le persone fanno ma con chi scelgono di dividerla. Emiliano ha capito che prima di conoscere Sara non era mai stato felice, infine la bacia e insieme si riflettono nell'unico specchio perfetto, adesso Emiliano ha trovato in Sara e Elia la sua famiglia. Emiliano scopre che la ragazza che incontrò al Forum era Sara, il fermaglio per capelli era il suo, era sempre stata Sara la ragazza che stava cercando. Finalmente il vescovo consacra Azzurra nella sua vestizione con Suor Angela, Suor Costanza, Suor Teresa, Sara, Ettore, Emiliano, Elia, Cate e Ludovica tutti presenti, felici e orgogliosi di Azzurra che adesso è una suora. 
- Altri interpreti: Elena Sofia Ricci, Elena D'Amario (Luisa Monachini), Teresa Romagnoli, Roberto Mantovani
- Ascolti: telespettatori 4 113 000 – share 23,90%[13].